# 베르비에

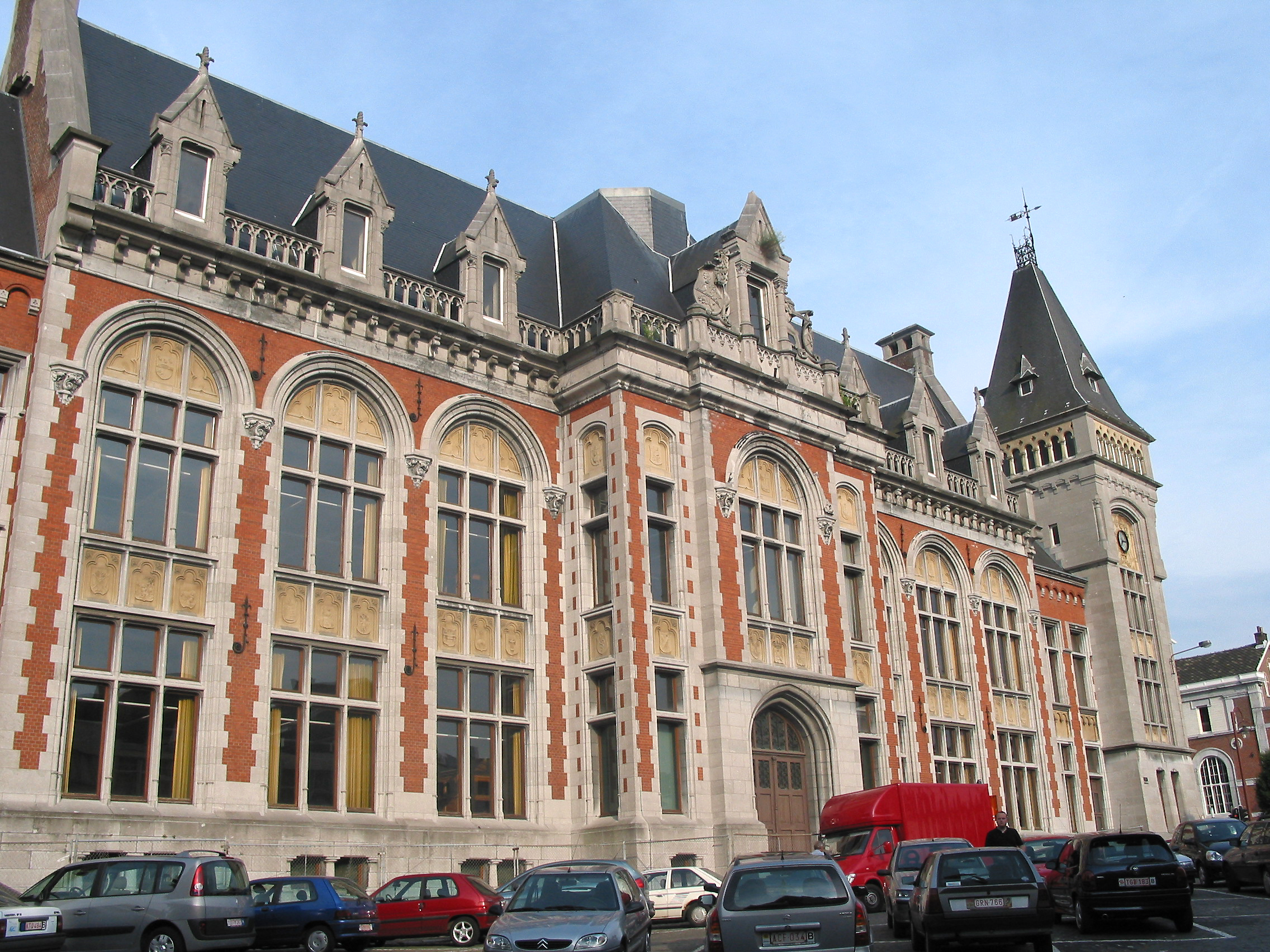
베르비에 법원 청사

베르비에의 위치

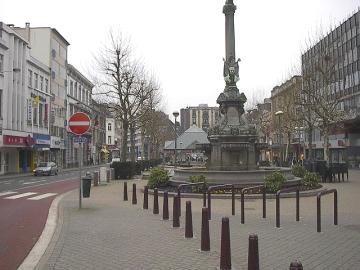
베르비에 시가지

베르비에(프랑스어: Verviers)는 벨기에 왈롱 리에주주에 위치한 도시로 면적은 33.07km2, 인구는 55,936명(2013년 1월 1일 기준), 인구 밀도는 1,700명/km2이다.

시기
시 문장